# المجلس الدولي لتنسيق المتطلبات التقنية للمستحضرات الصيدلانية للاستخدام البشري
المجلس الدولي لتنسيق المتطلبات التقنية للمستحضرات الصيدلانية للاستخدام البشري (بالإنجليزية: The International Council for Harmonisation of Technical Requirements for Pharmaceuticals for Human Use)‏ (ومختصره ICH) هو مشروع يجمع بين السلطات التنظيمية في أوروبا واليابان والولايات المتحدة وخبراء صناعة الأدوية في المناطق الثلاث لمناقشة الجوانب العلمية والتقنية المتعلقة بتسجيل المنتجات الصيدلانية.
الغرض من هذا المجلس هو تقليل أو إلغاء الحاجة إلى تكرار الاختبار الذي تم إجراؤه أثناء البحث وتطوير الأدوية الجديدة من خلال التوصية بطرق لتحقيق مزيد من التنسيق في تفسير وتطبيق الإرشادات الفنية والمتطلبات الخاصة بتسجيل المنتج. سيؤدي التوفيق إلى استخدام أكثر اقتصادا للموارد البشرية والحيوانية والمواد، والتخلص من التأخير غير الضروري في التنمية العالمية وتوفر الأدوية الجديدة مع الحفاظ على ضمانات الجودة والسلامة والفعالية والالتزامات التنظيمية لحماية الصحة العامة.
لقد تم تبني المبادئ التوجيهية الخاصة بالمجلس الدولي لتنسيق المتطلبات التقنية للمستحضرات الصيدلانية للاستخدام البشري بصفة قانون في العديد من الدول، ولكن تستعمل بصفة دليل فقط لإدارة الغذاء والدواء الأمريكية.

## التاريخ
في عام 1989 ، بدأت أوروبا واليابان والولايات المتحدة في وضع خطط للتنسيق فيما بينها. تأسس المجلس الدولي لتنسيق المتطلبات الفنية لتسجيل الأدوية للاستخدام البشري (بالإنجليزية: International Council of Harmonisation of Technical Requirements for Registration of Pharmaceuticals for Human Use)‏ (كان مختصره ICH أيضا) في اجتماع في بروكسل في نيسان 1990.
في عام 2015، تغير الاسم إلى الاسم الحالي وأصبح كيانا قانونيا في سويسرا. وفي 23 تشرين الأول 2015، أجرى المجلس الاجتماع الأولي للتجمع الجديد.

## الهيكلية
يتكون المجلس من 4 أجزاء رئيسية:
1. اللجنة التوجيهية
2. المنسقون
3. السكرتارية
4. المجموعات العاملة

## الأعضاء
1. المفوضية الأوروبية
2. الاتحاد الأوروبي للصناعات والجمعيات الصيدلانية
3. وزارة الصحة والعمل والشؤون الاجتماعية اليابانية
4. جمعية مصنعي المستحضرات الصيدلانية
5. إدارة الغذاء والدواء
6. البحوث الصيدلانية ومصنعو أمريكا

## روابط خارجية
- الموقع الرسمي

## اقرأ أيضا
- مركز مراقبة أوبسالا